# ویپری
ویپری (به ایتالیایی: Viepri) یک منطقهٔ مسکونی در ایتالیا است که در ماسا مارتانا واقع شده‌است. ویپری ۱۴۳ نفر جمعیت دارد و ۴۸۰ متر بالاتر از سطح دریا واقع شده‌است.